# Weetabix
Weetabix Food Company ou Weetabix Limited, généralement raccourci par Weetabix est une entreprise agroalimentaire britannique produisant des céréales de petit déjeuner à base de céréales complètes. L'entreprise distribue ses produits dans 80 pays.
Weetabix produit les céréales Weetabix et également les céréales Weetos, Oatibix et Alpen.
Les usines de production sont situées dans le Northamptonshire en Angleterre et à Cobourg au Canada.

## Histoire
Ces céréales de petit déjeuner se fondent dans du lait ou se mangent nature. Cette entreprise a été créée en Angleterre et elle y est très connue. 
En mai 2012, Bright Food acquiert pour 720 millions de livres 60 % de Weetabix Limited qui commercialise les paquets de céréales éponymes.
En avril 2017, Bright Food annonce vendre sa participation de 60 % dans Weetabix à Post Foods pour 1,4 milliard de livres.

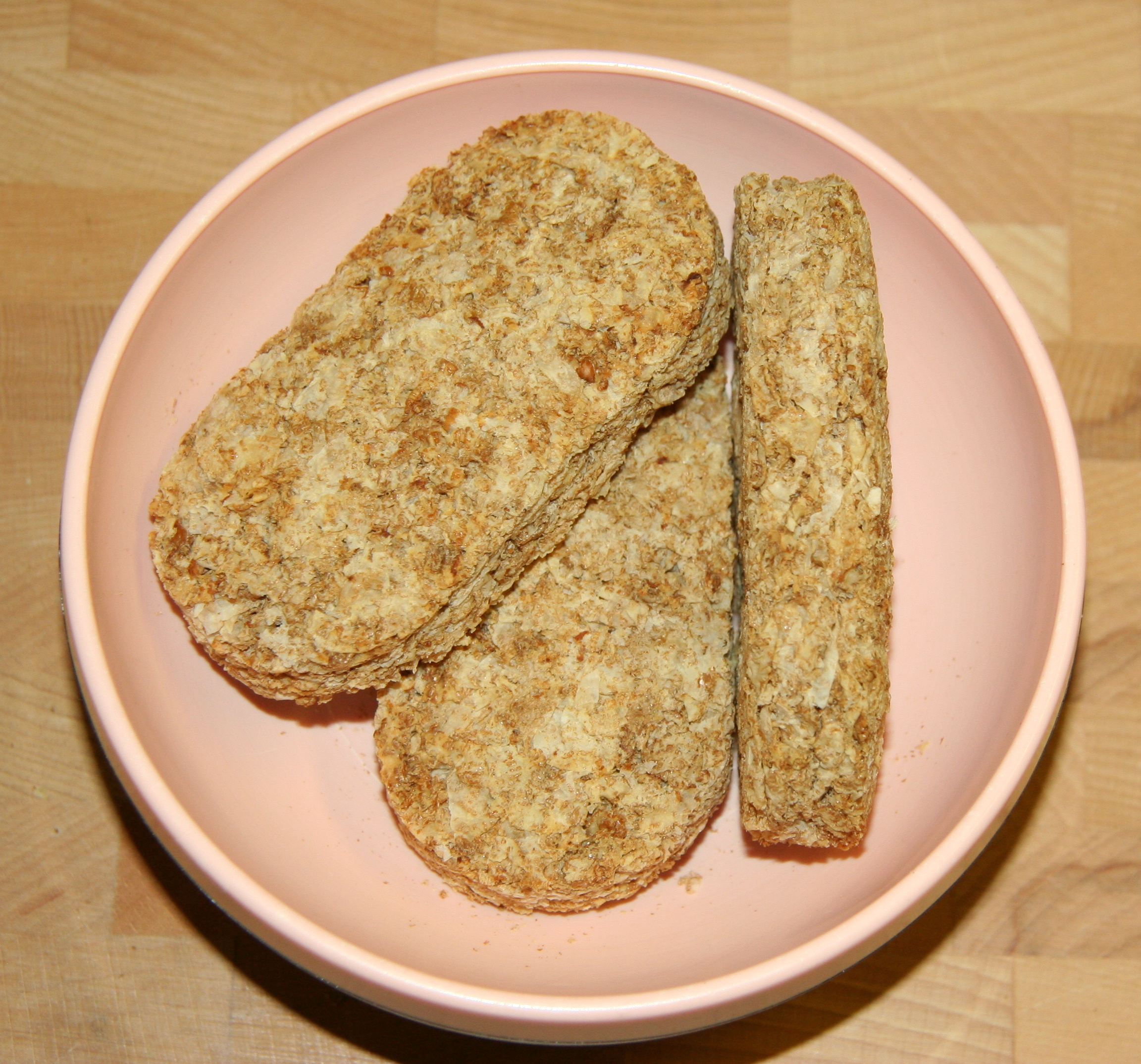
Trois Weetabix dans un bol.